# Adrian Monk
Pour les articles homonymes, voir Monk (homonymie).
Adrian Monk (en anglais : ˈeɪ.dɹiː.ən mʌŋk, en français : a.dʁi.jɛ̃ mɔ̃k) est le personnage principal de la série télévisée créée par Andy Breckman et diffusée par USA Network, Monk. Interprété par Tony Shalhoub, Monk est connu pour avoir résolu les enquêtes les plus complexes confiées à la police de San Francisco. Employé comme consultant après avoir été mis en congé de ses fonctions d'inspecteur, ce sont ses troubles obsessionnels compulsifs (TOC) et ses multiples phobies, intensifiés à la suite de l'assassinat de sa femme, Trudy, qui ont entraîné sa suspension par le ministère. Son frère Ambrose est, lui, victime d'agoraphobie à la suite de la punition de sortie du père d'Adrian et Ambrose pour être rentré dans son bureau quand il était enfant.
Pour cerner le personnage d'Adrian Monk, le co-créateur de la série, David Hoberman, déclare s'être en partie appuyé sur son caractère personnel ainsi que sur celui du lieutenant Columbo et de Sherlock Holmes. Par la suite, plusieurs acteurs ont été envisagés pour ce rôle, tels que Dave Foley, John Ritter, Henry Winkler, Stanley Tucci, Alfred Molina ou encore Michael Richards. La chaîne choisit finalement Tony Shalhoub pour incarner le détective, estimant « qu'il amènerait l'humour et la passion de Monk à son summum ». Cependant, deux des prétendants au personnage, Stanley Tucci et Alfred Molina, sont apparus dans Monk comme invités vedettes. L'épisode Monk et son double accueille Stanley Tucci, dans lequel il incarne un acteur excentrique tournant un film sur la vie d'Adrian Monk. Alfred Molina, quant à lui, joue le rôle d'un milliardaire qui rencontre un différend avec des nudistes dans Monk chez les nudistes.
Que ce soit Monk ou Shalhoub, leur talent a pour tous deux été récompensé. L'un a été admis par la chaîne de télévision américaine Bravo, dans la liste des 100 meilleurs personnages de télévision de tous les temps, et l'autre a reçu pour sa prestation de nombreux prix, notamment un Golden Globe, trois Emmy Awards ainsi que deux Screen Actors Guild Awards.

## Développement du personnage

### Création
À l'origine, Adrian Monk est conçu comme un personnage au physique plutôt maladroit, rappelant l'allure de l'Inspecteur Clouseau dans le film La Panthère rose,,. Toutefois, le co-créateur de la série, David Hoberman, a eu l'idée d'en faire un détective aux multiples troubles obsessionnels compulsifs. Ce concept lui a été inspiré par ses propres TOC, qu'il s'efforce de soulager, comme il le déclare dans une interview réalisée par le Pittsburgh Post-Gazette : « Monk et moi sommes pareils. Comme lui, il m'est impossible, par exemple, de marcher sur des fissures au sol ou bien de ne pas toucher des poteaux dans la rue. Je ne sais pas du tout pourquoi je fais ça, mais si je ne le fais pas, quelque chose de terrible peut m'arriver ».
D'autres personnages fictifs ont servi d'inspiration pour créer Monk, tels que le lieutenant Columbo,, et le célèbre détective privé Sherlock Holmes. L'obsession de la propreté et de l'ordre que possède le personnage, peut être aussi considérée comme un hommage à Hercule Poirot. De même que Holmes et (parfois), Poirot, Adrian Monk est accompagné d'un assistant consciencieux, possédant une petite faculté de détection, respectivement semblable au Docteur Watson ou encore au Capitaine Hastings. Il possède également deux principaux alliés dans le département de la police : le Capitaine Stottlemeyer et le Lieutenant Disher, dont le manque de perspicacité rappelle celui de l'Inspecteur Lestrade et de l'Inspecteur Japp, les coéquipiers occasionnels de Holmes et de Poirot, pourtant bien intentionnés mais très souvent inefficaces. De plus, Ambrose Monk détient des capacités encore plus étonnantes que son frère Adrian, dans le même style que Mycroft Holmes, le frère aîné de Sherlock,,.
Enfin, en quête d'un nom pour son personnage, le co-créateur de la série, Andy Breckman, a choisi d'opter pour « un nom monosyllabique simple ». Adrian Monk, de surcroît, est composé de dix lettres, un nombre rond qui correspond parfaitement au caractère structuré du détective.

### Casting
Le co-créateur David Hoberman a indiqué que les sessions de casting étaient déprimantes. Le vice-président Jeff Wachtel, du USA Network, déclara que la recherche d’un bon acteur pour interpréter Monk « était un enfer ». Après deux ans de développement du personnage, les producteurs n'avaient toujours pas trouvé un acteur pour incarner Monk. 
Après que les droits de la série furent vendus à USA Network, le réseau prit en compte un nombre d'acteurs pour le rôle, notamment Dave Foley, John Ritter, Henry Winkler, Stanley Tucci, Alfred Molina et Tony Shalhoub. Par la suite, la liste fut réduite à Tucci, Molina et Shalhoub. Cependant, en raison d'autres projets occupant Tucci et Molina, Shalhoub obtint le rôle. La première fois, Shalhoub ne sut pas comment réagir ; il expliqua avoir été inquiet. Pour se préparer pour la série, Shalhoub entreprit des recherches et rencontra un psychothérapeute de Los Angeles, spécialisé dans les troubles obsessionnels compulsifs. Shalhoub signa pour un nombre limité d'épisodes parce qu'il avait à ce moment-là des rôles dans des films. Au vu du succès de la série, il finit par accepter un contrat à long terme.

## Personnalité
Dans le premier épisode, Monk reprend l’enquête, Monk est décrit comme un nouveau Sherlock Holmes mais il apparaît seulement comme complètement fou. Dans la séquence d'ouverture de l'épisode, il examine la scène d'un meurtre récent et découvre plusieurs indices importants, mais s'interrompt fréquemment pour se demander à haute voix s'il a laissé sa gazinière allumée quand il a quitté la maison. Monk a 312 phobies, les plus sévères étant : la mysophobie, la crainte des aiguilles (bélénophobie), la crainte du lait (galactophobie), peur des morts (nécrophobie), la crainte des serpents (ophiophobie), la crainte des foules (agoraphobie), la crainte de la hauteur (acrophobie), la crainte des champignons, et la crainte des ascenseurs. En raison de sa peur des germes, Monk refuse de toucher avec ses mains nues les poignées de porte et autres objets communs, et emploie toujours des lingettes sanitaires après tout contact humain, y compris pour les poignées de main. Il ne peut également pas manger de la nourriture touchée par d'autres personnes.
À cause de ses phobies, Monk est obligé d’avoir une assistante qui le conduit en voiture, effectue ses achats et porte des lingettes pour son usage. Elle joue également un rôle actif en organisant son travail de consultant, et étudie parfois les cas elle-même. Sa première assistante, Sharona Fleming (Bitty Schram), était une mère célibataire et une infirmière, embauchée par le Département de Police pour aider Monk à se remettre de son état catatonique. Après plusieurs années de service, Sharona est retournée dans le New Jersey et s'est remariée avec son ex-mari. Après son départ brusque, Monk a rencontré Natalie Teeger (Traylor Howard), qu'il a embauchée pour remplacer Sharona.
Monk boit seulement l’eau de la marque "Sierra Springs", et en allant au Mexique il est resté trente-six heures sans boire de l’eau parce qu'il ne pouvait pas trouver cette marque. Dans la sixième saison il a changé pour la marque "Summit Creek" pour des raisons troubles. C'était a priori pour des raisons légales, car "Sierra Springs" est une marque réelle, alors que Summit Creek est fictive, ce qui porte à croire que le nom ait dû être changé pour des raisons de droits. Cependant, dans l'épisode 11 de la saison 4, Monk prend un coup à la tête et perd temporairement la mémoire, et ne se souvient plus de son eau préférée. En entrant dans un restaurant, la serveuse lui apporte donc une marque au hasard ; il dit beaucoup l'apprécier et la serveuse répond alors ironiquement qu'il a trouvé sa nouvelle marque d'eau préférée. Peut-être que cela est resté après recouvrement de sa mémoire. Il a une mémoire photographique, il est hypermnésique : il se souvient de tout, pas uniquement de ce qu'il voit. Monk affirme même se souvenir du jour de sa naissance. Il peut reconstituer des crimes entiers en se basant seulement sur d'infimes détails qui semblent sans importance à ses collègues ou employeurs. 
L'état mental sensible de Monk signifie que sa capacité de raisonnement peut être sévèrement affaiblie par une série de facteurs. Par exemple, sur une scène de meurtre chaotique dans un épisode, sa première impulsion est de redresser les lampes, bien qu'il puisse fréquemment contrôler ses TOC quand il examine une scène de crime. Son état mental s’est aggravé après la mort de son épouse, mais il montre des signes de TOC dans les flashbacks remontant à son enfance. Afin de traiter ses TOC et ses phobies, Monk voit un psychiatre trois fois par semaine. Il est un fan de Willie Nelson, un chanteur de musique country. Monk est fréquemment radin mais il est prêt à dépenser des fortunes pour préserver la mémoire de Trudy. Durant des années, il a payé le loyer élevé du bureau de sa femme même après son assassinat.

## Histoire
Adrian Monk est un ancien lieutenant du San Francisco Police Department. Il souffre de troubles obsessionnels compulsifs (TOC), aggravés à la suite de la mort de sa femme Trudy, qui se mêlent à son travail et lui valent une suspension de service. Mais il travaille toujours en tant que consultant. Il est un fan de Willie Nelson, un chanteur de country. 
Les parents de Monk étaient surprotecteurs avec lui. On apprend que son père a abandonné sa famille. Sa mère est morte en 1994.
Monk a un frère agoraphobe, Ambrose, ainsi qu'un demi-frère délinquant, Jack Monk Jr., dont il apprend l'existence lors d'un épisode. 
Il est aidé par son assistante Natalie Teeger dont le mari est mort lors d'une mission de la Navy, et qui a une fille, Julie. Le capitaine Stottlemeyer de la police de San Francisco aide et protège Monk dans les enquêtes. 

### Enfance et famille
Adrian et Ambrose Monk ont vécu avec leurs parents. Leur père les a quittés lorsque Adrian avait huit ans, quand il est sorti chercher le repas (restaurant chinois) et n'est pas rentré. Par la suite, il est devenu routier. Monk souffre de nombreuses de phobies car sa mère était surprotectrice avec lui et l’empêchait de sortir. Ambrose avait enregistré dans une cassette vidéo toute l'enfance d'Adrian, Adrian qui ne riait jamais. Ambrose est devenu agoraphobe à cause de son père : enfant, il était entré un jour dans son bureau, et son père lui a ensuite interdit de sortir de la maison. Adrian alla ensuite travailler à la bibliothèque où il a rencontré Trudy.

### L'arrivée des phobies
Monk est affligé d'une longue liste de phobies et souffre de TOC. Ces handicaps compliquent singulièrement son existence (ainsi que celle de son assistante, qui doit en partie les gérer pour lui) et perturbent notamment ses relations sociales. À côté de ces handicaps, et peut être en conséquence de ces derniers, Monk a développé un sens suraigu de l'observation et dispose de facultés de déduction hors du commun qui lui font voir toute une histoire à partir d'un simple détail. Désespéré parfois d'avoir si souvent raison, il lui arrive de commenter son don par la phrase : « C'est un don, et une malédiction. » On apprend aussi que sa liste est numérotée, le numéro un étant la pire et la 312, la moindre. Dans un épisode où Monk enquête sur le meurtre de l'occupant dans une maison, un serpent s’échappe de son vivarium. Monk remarque l'absence du serpent, et de peur il monte sur une table malgré sa phobie de la hauteur. Son ami Stottlemeyer lui en fait la remarque mais Monk lui répond qu'il a moins peur de la hauteur que des serpents. Son frère Ambrose est également atteint de phobie (peur des gens, peur de sortir hors de sa maison) mais il possède également, comme son frère, un sens inné pour les enquêtes. Il rédige des manuels techniques d'installations, et sa maison est remplie de cartons de ces manuels.
D'ailleurs, on compte pas moins de 312 phobies de Monk, dont ces quelques exemples :
- la peur des foules (ochlophobie) ou des lieux publics (agoraphobie)
- la peur des acariens (acarophobie)
- la peur des nuages (cumulophobie)
- la peur de jouer de l'harmonica
- la peur du lait (galactophobie)
- la peur de tout ce qui vient directement de la nature
- la peur de l'obscurité et du noir (achluophobie ou kénophobie)
- la peur des saletés (mysophobie)
- la peur d'être touché (car saleté)
- la peur de ne pas pouvoir être secouru
- la peur de l'avion (aviophobie), de voyager en avion (aérodromophobie)
- la peur d'être seul
- la peur d'être assis à l'arrière d'une voiture
- la peur des microbes (bacillophobie)
- la peur des endroits fermés (claustrophobie)
- la peur des ascenseurs (claustrophobie)
- la peur des médecins, dentistes, et de toutes les professions de santé en blouse blanche.
- la peur d'avoir le choix
- la peur de l'inconnu (et surtout des inconnus)
- la peur des chiens (surtout les gros) (cynophobie)
- la peur des aiguilles (bélénophobie, aichmophobie ou achmophobie)
- la peur des serpents (ophiophobie)
- la peur des tigres
- la peur des séismes, des orages, de tout ce qui se rapporte au vent (astraphobie)
- la peur des bateaux
- la peur des montagnes
- la peur de voyager en train (tout ce qui est transport en commun) (sidérodromophobie)
- la peur du charbon
- la peur du feu (pyrophobie)
- la peur des champignons (mycophobie)
- la peur de la hauteur ou du vide (acrophobie ou vertige)
- la peur de la nudité, nudisme, naturisme (gymnophobie)
- la peur des abeilles et des frelons (apiphobie)
- la peur des glaciers
- la peur des marsupiaux
- la peur des rodéos
- la peur des mixeurs
- la peur des abeilles dans les mixeurs
- la peur des lasers
- la peur des grenouilles (batracophobie)
- la peur des averses de grêle (pas de la neige)
- la peur des bagarres de supporters
- la peur des grottes (spéléonophobie)
- la peur des médicaments
- la peur du flash de l'appareil photo
- la peur de la vitesse (tachophobie)
- la peur de l'asymétrie
- la peur de décevoir son père
- la peur des rivalités entre frères
- la peur de la mort (thanatophobie)
- la peur de ce qui n'est pas droit, carré
- la peur d'avoir oublié d'éteindre quelque chose
- la peur de vomir (émétophobie)
- la peur des hôpitaux (nosophobie)
- la peur d'avoir peur, de la peur elle-même (phobophobie)
- la peur de toute maladie
- la peur d'avoir tort
- la peur de ne pas être le plus fort
- la peur de l'inégalité dans les choses
- la peur du désordre
- la peur des risques
- la peur de marcher sur des lignes au sol
- la peur de changer
- la peur de ne pas changer

### La vérité sur sa femme
Dans les deux derniers épisodes de la saison 8, Monk, sachant sa mort imminente, décide de visionner une cassette VHS que sa femme avait enregistrée avant de mourir. Dans cette cassette on apprend notamment que Trudy avait eu une liaison avec son professeur de droit et que ce dernier l’avait donc tuée pour éviter que cette liaison ternisse sa carrière.

## Retentissement mondial
Adrian Monk est devenu une figure en elle-même de par ses caractéristiques épatantes et son état d'esprit incohérent. 
Il est même cité par le rappeur belge Damso dans sa chanson #QuedusaalVie, sur l'album Ipséité, : « J'serai ton Monk, tu s'ras ma Trudy, j'l'ai pas mariée pourtant elle crie “oui” ».

## Réception
Le personnage de Monk a été bien reçu par les critiques, tels que Howard Rosenberg du Los Angeles Times, Tim Goodman du The San Francisco Chronicle.

## Récompenses
Shalhoub a gagné divers prix et nominations pour son rôle de Monk. Il a été nommé pour un Primetime Emmy Award dans la catégorie : Meilleur acteur dans une série comique tous les ans depuis 2003 à 2009, Shalhoub a gagné un Golden Globe du meilleur acteur dans une série télévisée musicale ou comique ; il a été nommé pour la même catégorie en 2004, 2005, 2007 et 2009. Il a reçu en 2004 et en 2005 un Screen Actors Guild Award, il a eu d’autres nominations dans la même catégorie en 2003, 2007, 2008 et 2009.

## Sources